# Peder Stråle af Sjöared
Peder Stråle af Sjöared, död 12 april 1640 i Tofteryds församling, Jönköpings län, var en svensk godsägare, militär och fogde.

## Biografi

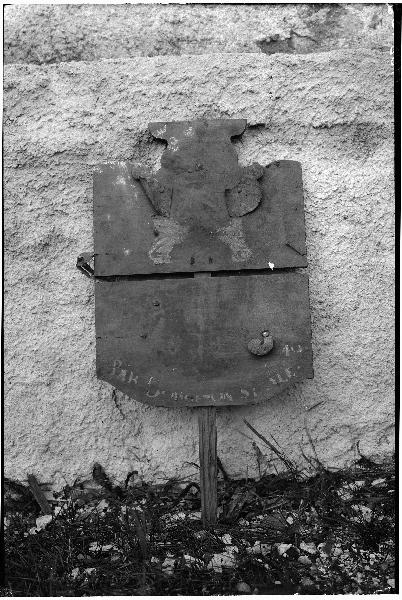
Vapen efter Peder Stråle i Tofteryds kyrka.

Peder Stråle af Sjöared var son till Börje Andersson och Margareta Hansdotter. Han var 1619–1620 kapten vid Östgöta landsregemente, 1622 kapten vid Johan Banérs fältregemente, 1623–1626 kapten vid Lars Kaggs fältregemente och 1627–1628 kapten vid Anders Watz skvadrons knektar från Östergötlands län och Jönköpings län. Stråle valdes vid Riksdagen 1627 till huvudman för stråleätten och skrev under riksdagsbeslutet. Han fick konformation på jägmästareämbetet och skogvaktareämbetet i Jönköpings län och Kronobergs län. Stråle var 1637–1640 fogde i Östbo härad och Västbo härad. Han avled 1640 på Sjöared och begravdes i Tofteryds kyrka, där hans vapen sattes upp.

### Egendom
Stråle ägde Sjöared i Tofteryds socken.

### Familj
Stråle gifte sig första gången med Anna Eriksdotter. De fick tillsammans barnen Anders Stråle (död 1649), överstelöjtnanten Peder Strål (död 1654), Johan Stråle (död 1645), Christoffer Stråle (död omkring 1640) och Märta Stråle (död före 1644) som var gift med häradsskrivaren Gabriel Persson i Östbo härad.
Han gifte sig andra gången före 1623 med Ebba Börjesdotter (död 1649). Hon var änka efter Torkel Hansson. Stråle och Ebba Börjesdotter fick tillsammans barnen Anna Stråle som var gift med Per Skarp och kaptenen Lars Nilsson och Agneta Stråle som var gift med Sven Andersson.